# Mục đích luận trong sinh học
Mục đích luận trong sinh học (Teleology in biology) là việc diễn giải có chủ ý đặt thuyết mục đích luận (Teleology) hướng đến mục tiêu trong những giải thích về sự thích nghi của quá trình tiến hóa (còn gọi là Teleonomy), điều mà một số nhà sinh học và triết học khoa học nhận thấy là có vấn đề. Trước Darwin, các sinh vật được coi là tồn tại bởi vì Chúa đã thiết kế và tạo ra chúng (ngày nay còn được biết đến là Thiết kế thông minh), các đặc điểm của chúng chẳng hạn như những con mắt đã được thần học tự nhiên tạo ra để cho phép chúng thực hiện các chức năng của mình, chẳng hạn như nhìn ngắm thế giới này và đó là mục đích của chúng.
Các nhà sinh vật học và các nhà tư tưởng tôn giáo bất đồng cho rằng bản thân quá trình tiến hóa bằng cách nào đó được hướng tới mục tiêu (Orthogenesis) và trong các phiên bản thuyết sinh tồn, được thúc đẩy bởi/từ nguồn sinh lực, nguồn năng lực có mục đích (Luận cứ mục đích) nói gọn là việc gán cho tiến hóa một mục đích. Những quan điểm như vậy ngày nay đã bị mất uy tín, với quá trình tiến hóa diễn ra từ sự chọn lọc tự nhiên tác động lên sự biến đổi di truyền, việc sử dụng teleology (mục đích luận) trong sinh học đã thu hút sự chỉ trích, và những nỗ lực đã được thực hiện để dạy học sinh tránh xa thuyết này. Tuy nhiên, các nhà sinh vật học vẫn thường viết về sự tiến hóa như thể các sinh vật có mục tiêu mục đích cụ thể, rõ ràng.
Theo khoa học thì chọn lọc tự nhiên là sự bảo tồn những cá thể biến dị và những biến đổi có lợi, đào thải những sai dị cá thể và những biến đổi có hại. Chọn lọc tự nhiên có tính chất tự phát, không có mục đích định trước nhưng dần đi đến kết quả làm cho các loài ngày một thích nghi với điều kiện sống phù hợp với quy luật. Nó gồm hai quá trình song song là đào thải những biến dị có hại, đồng thời tích luỹ những biến bị có lợi kết quả là quá trình sống sót của những sinh vật thích nghi nhất. Nó được dựa trên hai đặc tính cơ bản là biến dị và di truyền. Động lực của chọn lọc tự nhiên là một quá trình đấu tranh sinh tồn dẫn đến kết quả là sự tồn tại của những sinh vật thích nghi với điều kiện sống. Nó là nhân tố chính trong quá trình tiến hoá của các loài, làm cho các loài biến đổi theo hướng có lợi, thích nghi với điều kiện sống.

## Tranh luận
Các nhà tư tưởng tôn giáo và nhà sinh vật học đã nhiều lần cho rằng sự tiến hóa được thúc đẩy bởi một loại thế lực nào đó, một triết học được gọi là thuyết sinh tồn, và thường cho rằng nó có một số loại mục tiêu hoặc phương hướng (hướng tới mà những nỗ lực này sẽ phấn đấu để đạt đến), được gọi là quá trình phát sinh trực quan hoặc quá trình tiến hóa; một số người ủng hộ thuyết hình sinh coi nó là một sức mạnh tinh thần, trong khi những người khác cho rằng nó hoàn toàn thuộc về lĩnh vực sinh học, nhà phôi học người Nga Karl Ernst von Baer tin vào một thế lực xa xăm nào đó trong tự nhiên trong khi nhà triết học tâm linh người Pháp Henri Bergson lại gắn kết thuyết hình sinh với thuyết sinh tồn, lập luận về một thế lực sáng tạo trong tiến hóa được gọi là élan và được nêu trong cuốn sách của ông có tên Tiến hóa Sáng tạo (1907)
Nhà sinh vật học Công giáo Kenneth Miller chủ trương có sự tương hợp giữa thuyết Tiến Hoá và đức tin tôn giáo cho rằng loại trừ Thiên Chúa ra khỏi sự sáng tạo, làm cho con người mất đi căn bản đạo đức, thì thuyết Tiến Hoá không chỉ là sai nhưng thật sự là nguy hiểm. Quan điểm cuả ông cho rằng sự tiến hóa là phản ánh cái mục đích của Thiên Chúa để tạo ra những sinh vật tự do có khả năng yêu thật sự, so sánh với quan điểm trái ngược của các nhà khoa học khác kết luận rằng sự tiến hóa có nghĩa là vũ trụ là không có ý định thì cả hai đều không thể kết luận là khoa học. Tiến Hóa không phải là ngẫu nhiên, quá trình tiến hoá sinh học đi theo con đường gọi là "thích nghi không gian" và hoạt động trong khuôn khổ cuả vật lý và hóa học.
Nhà lý sinh học người Pháp Pierre Lecomte du Noüy và nhà thực vật học người Mỹ Edmund Ware Sinnott đã phát triển các triết lý tiến hóa quan trọng lần lượt được gọi là thuyết viễn tưởng. Quan điểm của họ bị chỉ trích nặng nề là phi khoa học nhà cổ sinh vật học George Gaylord Simpson lập luận rằng Du Noüy và Sinnott đang thúc đẩy các phiên bản tôn giáo của sự tiến hóa. Nhà cổ sinh vật học của Dòng Tên Pierre Teilhard de Chardin lập luận rằng quá trình tiến hóa nhằm mục đích hướng tới một "Điểm Omega" tâm linh mà ông gọi là "sự nhạy cảm có định hướng". Với sự xuất hiện của thuyết tiến hóa tổng hợp hiện đại, trong đó các cơ chế di truyền của quá trình tiến hóa được khám phá, giả thuyết về sự phát sinh trực quan phần lớn đã bị các nhà sinh vật học từ bỏ, đặc biệt là với lập luận của Ronald Fisher trong cuốn sách The Genetical Theory of Natural Selection năm 1930 của ông
Phép biện luận của Watchmaker lập luận rằng sự hiện diện của một cơ chế phức tạp như một chiếc đồng hồ ngụ ý sự tồn tại của một nhà thiết kế có ý thức và thần học liên kết với ý tưởng về thần học tự nhiên thời tiền Darwin, rằng thế giới tự nhiên vốn đã là cung cấp bằng chứng về thiết kế có ý thức và ý định có lợi của một người sáng tạo, như trong các tác phẩm của John Ray. William Derham tiếp tục kế thừa John Ray với những cuốn sách như Thần học Sinh lý (Physico-Theology) năm 1713 và Thần học Chiêm tinh (Astro-Theology) năm 1714 của ông.
Đến lượt mình, họ đã ảnh hưởng đến William Paley, người đã viết một lập luận chi tiết về thần học cho Chúa vào năm 1802 có tên là Natural Theology, or Evidences of the Existence and Attributes of the Deity collected from the Appearances of Nature (tạm dịch: Thần học tự nhiên, hoặc Các bằng chứng về sự tồn tại và thuộc tính của vị thần được biết đến từ Sự xuất hiện của Đấng Thiên nhiên) khởi phát từ quan điểm của Watchmaker. Những thuyết sáng tạo như vậy, cùng với một sinh lực quan trọng và sự tiến hóa di truyền có định hướng, đã bị hầu hết các nhà sinh vật học bác bỏ. Việc gán các mục đích cho sự thích nghi có nguy cơ nhầm lẫn với các dạng thức phổ biến của học thuyết Lamarck cho rằng các loài động vật nói riêng được cho là ảnh hưởng đến sự tiến hóa của chính chúng thông qua ý định của chúng, nhưng niềm tin này đã bị thách thức về mặt khoa học
Lý thuyết chọn lọc tự nhiên của Darwin đã khiến thuyết cứu cánh (teology) hay mục đích luận cho rằng mọi sự vật đều có mục đích nội tại trở nên không cần thiết. Kể từ thời Hy Lạp, đã có một niềm tin phổ biến về sự tồn tại của một nguyên nhân chi phối sự diễn biến của toàn thế giới và cái "nguyên nhân cuối cùng" này là một trong những nguyên nhân được Aristote chỉ. Sau khi không thành công khi cố gắng giải thích các hiện tượng sinh học, E.Kant cũng đã phải nhờ đến nguyên nhân của thuyết cứu cánh. Sau năm 1859, những giải thích dựa trên thuyết cứu cánh cũng vẫn tiếp tục được sử dụng khá phổ biến trong sinh học tiến hóa. Darwin tin vào tính phổ quát của sự ngẫu nhiên và may rủi qua quá trình chọn lọc tự nhiên, chỉ bước đầu tiên trong chọn lọc tự nhiên, sự tạo ra các biến đổi mới là vấn đề của sự ngẫu nhiên nhưng bước thứ hai, sự chọn lọc thực tế lại là có tính định hướng. Nhiều nhà sinh học và triết học đã chối bỏ sự tồn tại của các định luật phổ quát trong sinh học và đề xuất rằng, tất cả những hiện tượng mang tính quy luật nên được phát biểu theo lý thuyết xác suất.

## Vấn đề tiến hóa
Sự hiện diện của định luật thứ hai của nhiệt động lực học (hay còn gọi là nguyên lý bất định và vô trật tự (Entropy Law), là động lực làm cho một hệ kín vật lý luôn tiến triển theo chiều hướng xấu đi và tan rã) nhưng những nguyên tắc dẫn đường cho niềm tin mục đích luận trong tiến hóa là những biểu hiện rõ ràng rằng mọi yếu tố trong quá trình phát triển luôn có khuynh hướng trở nên phức tạp hơn và sự phức tạp khi đạt đến một mức nào đó sẽ có nguy cơ đổ vỡ và tự hủy hoại và để tránh nó những điều kiện môi trường thích hợp và hỗ trợ cho sự phức tạp mới sinh ra và phát triển sẽ nhằm hình thành một trình độ phức tạp cao cấp hơn. Về phương diện của vật lý và tiến hóa học, mục tiêu sự phát triển/tiến hóa của vũ trụ không phải là bản thân của sự sống, mà đó là một quá trình truyền đạt thông tin từ đơn giản đến phức tạp trên nền tảng hoạt hóa các dạng năng lượng tiềm ẩn từ thấp đến cao. Werner Gitt cho rằng: "Theo quan điểm công nghệ, hệ mã hóa được sử dụng cho sinh vật là tối ưu. Sự thật này củng cố quan điểm đây là một thiết kế có mục đích rõ ràng, thay vì một sự may rủi ngẫu nhiên".
Theo thuyết tiến hóa thì "Tiến hóa là sinh vật thích nghi với môi trường". Nhưng Jean-Baptiste Lamarck đã đề xuất rằng sinh vật tiến hoá bằng cách phát triển một số đặc điểm trong kiếp sống của chúng và sau đó truyền lại cho con cái của mình ví dụ như hươu cao cổ đã dành cả đời vươn người đến lá trên cành cao, con cái của chúng sẽ được sinh ra với những chiếc cổ dài, nhưng cơ chế di truyền thừa kế không hoạt động như thế. Trên thực tế, các cá thể không hề tiến hoá. Thay vào đó, các đột biến gen ngẫu nhiên ở một số con hươu cao cổ khiến chúng được sinh ra với chiếc cổ dài, và điều đó mang lại cho chúng một cơ hội tốt hơn để sống sót so với những con không được may mắn như vậy và đó là "sự sống sót của các cá thể phù hợp nhất".
Triết gia Hy Lạp Aristotle từng đề ra lý thuyết về Scala naturae (Chuỗi sinh tồn vĩ đại). Ông tin rằng tất cả các loài thực vật và động vật đều duy trì những đặc điểm mà chúng vốn có khi được tạo ra và không tiến hóa thành các loài khác, mọi loài thực vật và động vật đều có một vị trí nhất định trong tự nhiên và để phục vụ cho mục đích mà vì thế chúng tồn tại. Theo Aristotle, thực vật là dạng sống đơn giản nhất. Từ đó, chuỗi động vật tiến triển một cách phức tạp cho đến khi cuối cùng chúng ta có được con người. Giả thuyết đột biến được nhà thực vật học người Hà Lan Hugo de Vries đề xuất vào năm 1901 tương tự như thuyết Darwin, trừ việc Vries cho rằng các loài mới được tạo ra bởi đột biến một lần đột ngột và không thay đổi dần dần như lý thuyết tiến hóa của Darwin. De Vries cũng tin rằng các đột biến là ngẫu nhiên, trong khi Darwin đề xuất rằng chúng là có mục đích.

Một số triết gia của thời đại cổ điển gồm cả Empedocles và nhà thơ La Mã Lucretius, bày tỏ ý tưởng cho rằng tự nhiên sinh ra nhiều loại sinh vật một cách ngẫu nhiên, và chỉ những sinh vật có thể sống sót và sinh sản thành công mới tồn tại lâu dài. Trong Quyển II của sách Physics, Aristotle đã chỉ trích tư tưởng của Empedocles khi cho rằng các sinh vật hình thành hoàn toàn là do hoạt động ngẫu nhiên của các nguyên nhân như nóng và lạnh. Ông đặt vị trí mục đích luận vào vị trí của nó, và tin rằng hình thức này hoàn toàn là có mục đích, đồng thời trích dẫn tính di truyền đều đặn ở các loài như một bằng chứng. Tuy nhiên, ông thừa nhận trong thuyết sinh học rằng các loại động vật mới, quái thai (τερας), có thể xuất hiện trong những trường hợp rất hiếm (Generation of Animals, Quyển IV). Trích dẫn trong ấn bản năm 1872 của Darwin về Nguồn gốc các loài, Aristotle đã xem xét liệu các dạng khác nhau (ví dụ, răng) có thể đã xuất hiện một cách ngẫu nhiên hay là không, hay chỉ những dạng hữu ích mới tồn tại:
Vậy điều gì cản trở các bộ phận khác nhau [của cơ thể] khỏi mối quan hệ đơn thuần là ngẫu nhiên này trong tự nhiên? chẳng hạn như răng mọc lên do nó là điều cần thiết, răng trước phải sắc nhọn, thích hợp để xé, răng hàm phẳng, và có thể dùng để nghiền nhỏ thức ăn; vì chúng không được tạo ra vì mục đích này, mà đó là kết quả của sự ngẫu nhiên. Và theo cách tương tự như đối với các phần khác, kết luận ở đây là trong đó dường như tồn tại một sự thích nghi. Do đó, bất cứ nơi nào, tất cả mọi thứ cùng nhau (tức là tất cả các bộ phận của một tổng thể) xảy ra như thể chúng được tạo ra vì lợi ích của một cái gì đó, chúng được bảo tồn, cấu thành một cách thích hợp bởi tính tự phát bên trong, và bất kỳ thứ gì không được cấu thành như vậy, phải diệt vong, và vẫn đang tàn lụi đi.— Aristotle, Physics, Quyển II, Chương 8